# Большой Салым
Большой Салы́м — река в России, левый приток Оби, протекает по территории Нефтеюганского и Ханты-Мансийского районов Ханты-Мансийского автономного округа. Длина реки — 583 км, площадь водосборного бассейна — 18 100 км². Среднемноголетний расход воды — 69,5 м³/с.

## Течение
Большой Салым начинается на высоте 95 м над уровнем моря в Салымском болоте (одно из Васюганских болот) на юго-западе Нефтеюганского района. От истока течёт по центральной части Западно-Сибирской низменности на север, затем сворачивает на запад, а возле посёлка Салым в неё вливаются левые притоки Тукан и Вандрас, и река снова поворачивает на север. Местами отклоняясь к востоку и западу, протекает примерно в северном направлении почти до самого слияния с Обью. Вблизи устья отклоняется к западу и сливается со своим крупнейшим притоком Малым Салымом. Впадает в Большую Салымскую протоку Оби в 35 км ниже по течению села Лемпино, на высоте 35 м над уровнем моря. В устье Большой Салым имеет до 200 м в ширину и более 2 м в глубину, а скорость течения достигает 0,4 м/с.

## Гидрология
| Средний расход воды (м³/с) реки Большой Салым по месяцам с 1964 по 1977 гг. (замеры производились на гидрологическом посту в районе с. Лемпино, в 65 км от устья) |

## Притоки
(расстояние от устья)
- 9 км: Большая Юганская протока
- 31 км: Малый Салым
- 52 км: Тыхъях
- 77 км: Энэитпэ
- 80 км: Тывъёга
- 113 км: Тарынгъега
- 134 км: Таутъях
- 136 км: Юшъега
- 145 км: Вачиях
- 156 км: Ягумъях
- 174 км: Вонтъях
- 198 км: Большой Карен
- 220 км: Маклак
- 237 км: Шуншъега
- 250 км: Нивыръега
- 268 км: Пывъях
- 280 км: Карпынгъега
- 282 км: Энеогыт
- 324 км: Вандрас
- 333 км: Тарсап
- 348 км: Сёрысъях
- 385 км: Куимъега
- 403 км: Ай-Енёнъяха
- 414 км: Тапатъега
- 423 км: Чупал
- 442 км: Понымъега
- 467 км: Салымка
- 504 км: Телот
- 523 км: Кыусъях
- 538 км: Вулуиръегарт
- 561 км: Грибная

Река имеет равнинный характер во всём течении, протекает через очень заболоченную таёжную местность с большим количеством мелких озёр. Русло очень извилистое, со множеством меандров и стариц.

## Инфраструктура
Бассейн Большого Салыма находится полностью в пределах Нефтеюганского района Ханты-Мансийского автономного округа. Местность вдоль реки очень мало населена — вблизи от реки существуют всего два поселения: Салым, расположенный на левом притоке Большого Салыма Вандрасе за несколько километров до его впадения в Большой Салым в среднем течении, и Лемпино в низовьях.
У Салыма реку пересекает железная дорога Тюмень — Сургут — Новый Уренгой, соединяющая Транссибирскую магистраль с районами нефте- и газодобычи на севере Западной Сибири. Региональная автодорога Р404 Тюмень—Ханты-Мансийск пересекает Большой Салым дважды: первый раз в Салыме на отрезке Салым — Пыть-Ях, второй —- в низовьях вблизи Лемпино, на отрезке Пыть-Ях — Ханты-Мансийск.
Большой Салым судоходен на 210 км от устья, но в качестве водного пути используются только 110 км. Замерзает в конце октября — начале ноября, вскрывается в конце апреля — начале мая.
В низовьях и среднем течении реки находятся значительные нефтяные месторождения. В нескольких местах её пересекают нефте- и газопроводы.

## Данные водного реестра
По данным государственного водного реестра России относится к Верхнеобскому бассейновому округу, водохозяйственный участок реки — Обь от города Нефтеюганск до впадения реки Иртыш, речной подбассейн реки — Обь ниже Ваха до впадения Иртыша. Речной бассейн реки — (Верхняя) Обь до впадения Иртыша.
Код объекта в государственном водном реестре — 13011100212115200049660